# 919 Third Avenue
919 Third Avenue este o clădire cu 47 de etaje și cu o înălțime de 188 m ce se află în New York City.